# Massimo Sarchielli
Massimo Sarchielli (* 9. April 1931 in Florenz; † 11. Mai 2010 in Rom) war ein italienischer Filmschauspieler, Filmregisseur und Künstler.

## Leben
Sarchielli wuchs als Kind in Armut heran. Da sein Vater nicht der faschistischen Partei Benito Mussolinis beitreten wollte, schlug sich der Erstgenannte mit Gelegenheitsjobs durch. Seine Mutter war Schneiderin von Beruf und trug wesentlich dazu bei, die Familie zu ernähren. Selbst Massimo musste bereits als Kind in der Schneiderei mithelfen oder als Jugendlicher als Hilfsarbeiter in einer Metallfabrik arbeiten. Als junger Mann studierte Sarchielli Architektur an einer Technischen Schule in Florenz und arbeitete danach kurzzeitig für das Istituto Geografico Militare, das militärgeografische Institut, welches für ein Dorf in der Basilicata Karten anfertigte. Eine Aufnahme an der Akademie der Bildenden Künste in Florenz scheiterte. Mit einem Freund eröffnete er daraufhin ein Lederwarengeschäft, um so auf den aufkommenden US-amerikanischen Tourismus zu reagieren. Erste Schritte als Schauspieler unternahm Sarchielli, als er als Pantomime tätig war.
Er zog für einen Zeitraum von vier Jahren nach New York City, wo er an der bekannten Etienne Decroux Schauspiel studierte. Nach einem Zwischenstopp in Paris kehrte Sarchielli nach Florenz zurück, wo er an verschiedenen Theatern sein Können zum Besten gab. In Mailand absolvierte er die von Giorgio Strehler gegründete Schauspielschule und feierte 1965, im Alter von bereits 34 Jahren, sein Debüt als Schauspieler in der Filmkomödie Le majordome. Neben einigen wenig erfolgreichen Italowestern, wie etwa 10.000 dollari per un massacro, der 1967 produziert wurde, stand er auch in Filmklassikern wie etwa 1965 in Julia und die Geister von Federico Fellini vor der Kamera. Auch Historien- und Bibelfilme wie etwa König David der 1985 gedreht wurde oder Die Bibel – Paulus, der im Jahr 2000 produziert wurde, zählen zu seinem Programm. 1975 stand er für den Experimentalfilm Anna zum ersten und bislang letzten Mal als Regisseur hinter der Kamera.
In New York lernte Sarchielli er eine US-Amerikanerin namens Giudy kennen, die er 1962 heiratete. Mit ihr hatte er einen Sohn. Als er versuchte, Schmuck illegal aus den Staaten nach Italien zu bringen, wurde er aus den USA ausgewiesen, und über ihn ein fünfjähriges Einreiseverbot verhängt. Zwar begleitete ihn seine Frau nach Europa, dennoch war sie später gezwungen, auf Grund der Krankheit ihrer Mutter in die USA zurückzukehren. Die Fernbeziehung ging nicht gut; es kam zur Scheidung. Ende der 1970er Jahre lernte Sarchielli die Sängerin Dodi Moscati kennen. Die beiden führten eine rund zwei Jahrzehnte währende Lebensgemeinschaft. Moscati starb im Februar 1998.
Sarchielli lebte bis zu seinem Tod im Jahr 2010 in Rom.

## Filmografie (Auswahl)
- 1966: Ein fast perfekter Mörder (Delitto quasi perfetto)
- 1966: Mögen sie in Frieden ruh’n (Requiescant)
- 1967: Bandidos
- 1967: Mehr tot als lebendig (Un minuto per pregare, un istante per morire)
- 1968: Danke, Tante (Grazie zia)
- 1969: Die Nackte und der Kardinal (Beatrice Cenci)
- 1970: Der große Irrtum (Il conformista)
- 1970: Offener Brief an eine Abendzeitung (Lettera aperta a un giornale della sera)
- 1974: Mussolini – Die letzten Tage (Mussolini: Ultimo atto)
- 1974: Das nimmersatte Weib (Legami non possibile)
- 1985: Der Tag des Falken (Ladyhawke)
- 1989: Inspektor Lavardin (Les dossiers secrets de l’inspecteur Lavardin; Fernsehserie, 1 Folge)
- 1990: Von Luft und Liebe (Volere, volare)
- 1995: Castle Freak
- 1998: Das Phantom der Oper (Il fantasma dell’Opera)
- 2000: Lushins Verteidigung (The Luzhin Defence)
- 2000: Die Bibel – Paulus (San Paolo)
- 2003: Augustus – Mein Vater der Kaiser (Imperium – Augustus)
- 2003: Unter der Sonne der Toskana (Under the Tuscan Sun)
- 2009: Maria, ihm schmeckt’s nicht!